# Al-Jebbah
Al-Jebbah (tiếng Ả Rập: الجبة; cũng đánh vần al-Jibbeh) là một ngôi làng ở miền nam Syria, một phần hành chính của Tỉnh Rif Dimashq, nằm ở phía đông bắc Damascus trong dãy núi Qalamoun. Các địa phương gần đó bao gồm Ma'loula và al-Qutayfah ở phía đông nam, Hosh Arab và al-Tawani ở phía nam và Assal al-Ward và Rankous ở phía tây nam. Theo Cục Thống kê Trung ương Syria, al-Jibbah có dân số 2.829 người trong cuộc điều tra dân số năm 2004. Cư dân của nó chủ yếu là người Hồi giáo Sunni.